# NY Гидры
NY Гидры (лат. NY Hydrae), HD 80747 — тройная звезда в созвездии Гидры на расстоянии приблизительно 348 световых лет (около 107 парсек) от Солнца. Возраст звезды определён как около 11,2 млрд лет.
Открыта группой астрономов проекта Hipparcos в 1997 году*.
Пара первого и второго компонентов — двойная затменная переменная звезда типа Алголя (EA). Звёздная величина диапазона Hp звезды — от +9,02m до +8,65m. Орбитальный период — около 4,7741 суток.

## Характеристики
Первый компонент — жёлтый карлик спектрального класса G5V, или G5. Масса — около 1,292 солнечной, радиус — около 2,032 солнечного, светимость — около 3,711 солнечной. Эффективная температура — около 5853 K.
Второй компонент — жёлтый карлик спектрального класса G. Эффективная температура — около 5733 K.
Третий компонент — коричневый карлик. Масса — около 71,78 юпитерианской. Удалён в среднем на 1,629 а.е..